# Retrozyme
Les rétrozymes sont une famille de rétrotransposons découverts pour la première fois dans les génomes des plantes mais désormais également connus dans les génomes de certains animaux,. Les rétrozymes contiennent un ribozyme en tête de marteau dans leurs séquences codantes (et donc le nom de rétrozyme est un mot-valise avec rétrotransposon et de ribozyme en tête de marteau).
Les rétrozymes sont des rétroéléments non autonomes et empruntent ainsi des protéines à d'autres éléments pour se déplacer dans de nouvelles régions d'un génome. Ils sont activement transcrits en ARN circulaires fermés de manière covalente (circARN ou cccARN) et sont détectés dans les deux polarités, indiquant l'utilisation de la réplication en cercle roulant dans leur cycle de vie.
La structure génomique d'un rétrozyme chez les plantes implique une région d'ADN non codant centrale, pouvant s'étendre sur 300 à 600 nucléotides, flanquée de séquences terminales longues répétées d'environ 300 à 400 nucléotides contenant le motif HHR. Ils ont également deux séquences (un site de liaison d'amorce (PBS) complémentaire de la séquence tRNA-Met et un tractus poly-purique (PPT)) nécessaires pour amorcer la synthèse d'ADN lors de la mobilisation.
La caractéristique la plus distinctive du rétrozyme par rapport aux autres éléments des génomes végétaux est le ribozyme en tête de marteau. Sinon, ils ressemblent à d'autres caractéristiques connues des génomes végétaux tels que les rétrotransposons à répétition terminale en miniature (TRIM) et les petits rétrotransposons LTR (SMART). Actuellement, on pense que les rétrozymes ont évolué à partir d'une grande famille de rétrotransposons connue chez de nombreux eucaryotes.